# 아달리아 로즈
아달리아 로즈 윌리엄스(Adalia Rose Williams, 2006년 12월 10일~2022년 1월 12일)는 미국의 유튜버였다.
2006년 태어났고, 생후 3개월만 조로증 병을 앓다가 오랫동안 시달렸으며, 결국 2022년 1월 12일에 사망하였다.

## 같이 보기
- 프로제리아